# 오츠카 제약
오츠카 제약 주식회사(일본어: 大塚製薬株式会社, 영어: Otsuka Pharmaceutical Co., Ltd.)는 일본 굴지의 제약 회사이다. 대한민국에서는 동아제약과 공동으로 설립한 동아오츠카로 알려져 있으며, 대표적인 상품은 '포카리 스웨트'와 조현병 치료제인 '아빌리파이(Abilify)' 그리고 건강간식 브랜드인 '칼로리메이트'(Calorie Mate) 등이 있다.

## 제품
- 우로오스 (남성용 코스메틱)
- 무코스타 (레바미피드 - 소화 기관 용제)
- 아빌리파이 (아리피프라졸 - 조현병 치료제)
- 소이조이 (고식이섬유 건강 간식)

## 한국오츠카제약
Korea Otsuka Phamaceutical Co.,Ltd.는 1982년 설립한 대한민국의 외자계 제약 업체이며, 한국 제일약품과 일본 오츠카 제약이 출자한 외자계 제약 업체이다. 소화성 궤양 치료제인 '무코스타', 조현병 치료제인 '아빌리파이', 남성용 스킨케어인 '우르오스' 등을 수입, 양산하고 있다.

## 한국오아이에이에이
Korea OIAA (Otsuka International Asia Arab) Co., Ltd는 2004년 7월 아시아 아랍지역의 마케팅 업무 및 의약품 등록 업무 및 관리 유지를 위해 일본오츠카제약(주)100% 출자한 회사이다. 한국의 우수 인력을 활용하기 위해 서울에 Region Head Office를 둔 회사이다. 보통 외국투자 기업들의 APEC Region Headquarter의 경우 홍콩이나 싱가포르에 있는 경우가 대부분인데 오츠카제약의 경우 KOIAA의 Region Headquarter를 한국에 두어 아시아 및 아랍권 전체 지사들의 마케팅 / 프로모션 등의 Project를 총괄 지휘한다.

## 같이 보기
- 동아오츠카
- 한국오츠카제약
- 포카리 스웨트